# روني برانسويجك
روني برانسويجك (بالهولندية: Ronnie Brunswijk)‏ مواليد (مارس 1962 بماوينغو تابوي، مقاطعة مارويجيني)، كان زعيم المتمردين في سورينام. حارب نظام ديزي بوترس، الذي كان حارسه الشخصي.